# 今村廣則
今村 廣則（いまむら ひろのり、1949年2月17日 - ）は、長野県出身の俳優。オフィスのいり所属。

## 人物
旧芸名は今村 広則。
身長163cm。体重62kg。
資格は大型自動車、海技士免許第2級、大型自動二輪車、フォークリフト。

## 出演作品

### テレビドラマ
- 炎の青春 第3話「豆腐の角はかたかった」 - 第10話「我等のババゴン!!」（1969年、NTV） - 田中一郎
- プレイガール（12ch）
  - 第236話「女一匹くれない仁義」（1973年） - サブ
  - 第245話「島育ちはだか仁義」（1973年） - 健
  - 第254話「銃口をやわ肌に向けろ!」（1974年）
- 連続テレビ小説 / 鳩子の海（1974年、NHK）
- 木下恵介・人間の歌シリーズ / 風の町（1974年、TBS）
- だいこんの花 第4部（1974年 - 1975年、NET）
- グランド劇場 / となりのとなり（1974年 - 1975年、NTV）
- 夜明けの刑事 第29話「死を宣告された夫」（1975年、TBS）
- Gメン'75 第70話「ルンペン銀行襲撃事件」（1976年、TBS）
- 銀河テレビ小説 / 夏の故郷（1976年、NHK） - 淳一
- 大江戸捜査網 第3シリーズ 第167話「銃声は少年の叫び」（1976年、12ch）
- 怪人二十面相（1977年、CX） - 馬場刑事
- 冒険ファミリー ここは惑星0番地（1977年 - 1978年、ANB） - 大井田五郎
- 恋人たちの垣根（1978年 - 1979年、YTV） - 山川新太
- 必殺仕事人（ABC）
  - 第15話「その仕事の依頼引き受けるのか?」（1979年） - 常松
  - 第64話「崩し技真偽友禅染め落し」（1980年） - 六郎太
- 木曜ゴールデンドラマ / 生きるなり（1980年、YTV）
- 黄土の嵐（1980年、NTV）
- 噂の刑事トミーとマツ（TBS）
  - 第1シリーズ 第56話「尼僧院の悪魔! トミマツ大混線!!」（1981年）
  - 第2シリーズ 第35話「空から車が降る港 あゝトミマツのW変身」（1982年）
- 火曜サスペンス劇場（NTV）
  - 受験地獄（1982年）
  - ロープ殺人事件（1986年）
  - 警部補 佃次郎 - 加藤昆平
    - 第1作「幻の男」（1996年） - 第10作「つぐない」（2000年）
    - 第12作「死にいそぐ女」（2001年）
    - 第14作「永遠のナゾ」（2002年）
    - 第16作「女の賭け」（2002年） - 第21作「妻の初恋」（2005年）
- 花王名人劇場→花王ファミリースペシャル / 裸の大将放浪記（KTV）
  - 第15作「花が咲いたので」（1985年）
  - 第16作「待ってました!! 裸の大将 キヨシのおむすび縁むすび」（1985年）
  - 第18作「尾道坂道春の雪」（1986年） - 島の便利屋
  - 第20作「清の秩父路オニ退治」（1986年） - 賽銭泥棒
  - 第22作「清と赤い自転車」（1987年）
  - 第23作「清と島の花嫁さん」（1987年）
  - 第45作「清の「カラスなぜ啼くの…」」（1990年） - 居酒屋の流し
  - 第46作「清と獅子舞てんてこ舞」（1991年） - 青年会の男
  - 第51作「清と月の砂漠」（1990年） - 警官
  - 第52作「母子くんち太鼓」（1992年） - 太鼓の男
  - 第53作「清のニセ者さつまあげ」（1992年） - サイン会係員
  - 第54作「清・ジャングルの密会」（1992年）
  - 第59作「清が誘拐されサァ大変」（1993年） - 竹本家運転手
  - 第63作「逃げろ逃げろ! 子連れの清の子守唄」（1993年） - 観光客
  - 第66作「1万羽のツルをサギ師に渡すな 清のお化け大作戦〜鹿児島・出水編」（1994年） - 農夫
  - 第70作「海だ魚だ清の大島紬 奄美編」（1994年） - 佐藤
  - 第81作「清の湯煙り素麺」（1996年）
  - 第82作「清もびっくり! そっくり美人 沖縄編」（1996年） - 「やちむんの里」の主人
  - 第83作「清オーレ! 最後の放浪」（1997年） - 漁師
- 土曜ワイド劇場（ANB）
  - 原教子の「二泊三日の旅」シリーズ 第1作「お見合いツアー殺人事件」（1986年）
  - 京都妖怪地図 第5作「嵯峨野に生きた900歳の美人能面師・葵祭りの夜にせつなく濡れて…」（1993年）
  - 家裁調査官・山ノ坊晃 第1作「離婚調停中の夫が愛人殺害!?」（2016年） - 管理事務所職員
- 水曜ドラマ / 意外とシングルガール 第1話「今夜は修羅場」（1988年、TBS） - 職人
- 月曜ドラマスペシャル（TBS）
  - おやじのヒゲ10（1991年）
  - ゲンコツ和尚は名探偵（1994年）
  - 弁護士芸者のお座敷事件簿 第5作「信州上山田温泉連続殺人事件」（2000年）
- あばれ八州御用旅 第3シリーズ（1992年、TX） - 乙松
- 水曜ミステリー9 / シロクマ園長 命の事件簿 第1作（2007年、TX） - 獣医OB

### 映画
- 街に泉があった（1968年、東宝） - チンピラ
- 湯けむり110番 いるかの大将（1972年、東宝） - 横井
- としごろ（1973年、松竹）
- 喜劇 日本列島震度0 （1973年、松竹）
- 喜劇 百点満点（1976年、東宝） - 赤石
- 白熱 デッドヒート（1977年、東宝） - スタンドのボーイ

### 舞台
- 長谷川歌舞伎
- 森繁劇団
- 芦屋雁之助公演
- 西郷輝彦公演
- 森光子公演
- 大空眞弓公演
- 浜木綿子公演
- 山田五十鈴公演
- おんなの家（2017年）

### CM
- リコー
- 興和 「キャベジンコーワ」
- バンダイ